# Les Olives (Garrigoles)
El poble de les Olives forma part del municipi de Garrigoles (Baix Empordà), i n'és la capital municipal. És situat a gairebé un quilòmetre a ponent del poble de Garrigoles. El nucli de les Olives, d'una cinquantena d'edificis, és format per carrers llargs i estrets, centrats per una plaça rectangular. En general les cases (ss. XVIII i XIX) són modestes, però destaca Can Ros (s. XVIII), situada a un extrem del poble.
L'església de Sant Vicenç de les Olives, de dimensions reduïdes, és d'estil romànic tardà de tipus cistercenc. Consisteix en una planta rectangular, una nau amb capçalera carrada, sense absis destacat, coberta amb volta apuntada.
Les festes de les Olives se celebren conjuntament amb Garrigoles. La festa major d'estiu se celebra el darrer cap de setmana d'agost, mentre que les festes d'hivern són el dissabte més proper a Sant Sadurní, el 29 de novembre, i per Sant Vicenç, el 22 de gener.